# Bundesverband Musikindustrie
Bundesverband Musikindustrie (BVMI) è l'associazione che rappresenta gli interessi dell'industria discografica tedesca, nata dalla fusione tra la sezione nazionale dell'International Federation of the Phonographic Industry e l'organizzazione locale BPW (Bundesverband der Phonographischen Wirtschaft).
BVMI rappresenta circa 350 etichette, corrispondenti al 90% del mercato musicale tedesco ed è un membro associato dell'IFPI.

## Classifiche
A partire dal 1977 BVMI si occupa di pubblicare la classifica ufficiale degli album più venduti in Germania, appositamente realizzata dalla compagnia Media Control GfK International.
Ad oggi, vengono realizzate settimanalmente le classifiche degli album, dei singoli e dei DVD musicali più venduti, oltre alle diverse classifiche relative a specifici generi musicali.

## Certificazioni
BVMI è l'ente incaricato di assegnare le certificazioni dei dischi d'oro e di platino relative alle vendite nella nazione. I livelli di vendita necessari per il raggiungimento delle diverse certificazioni variano a seconda della tipologia di prodotto e sono stati cambiati più volte nel corso degli anni, per rispondere ai cambiamenti del mercato discografico nazionale.
Tutti i prodotti possono ottenere, in ordine crescente di livelli di vendita, la certificazione di disco d'oro, disco di platino, triplo disco d'oro, doppio disco di platino, e così via.

### Album
| Data di pubblicazione                     | Numero di copie vendute corrispondenti | Numero di copie vendute corrispondenti |
| Data di pubblicazione                     | Oro                                    | Platino                                |
| ----------------------------------------- | -------------------------------------- | -------------------------------------- |
| Fino al 24 settembre 1999                 | 250 000                                | 500 000                                |
| Dal 25 settembre 1999 al 31 dicembre 2002 | 150 000                                | 300 000                                |
| Dal 1º gennaio 2003                       | 100 000                                | 200 000                                |

### Singoli
| Data di pubblicazione    | Numero di copie vendute corrispondenti | Numero di copie vendute corrispondenti |
| Data di pubblicazione    | Oro                                    | Platino                                |
| ------------------------ | -------------------------------------- | -------------------------------------- |
| Fino al 31 dicembre 2002 | 250 000                                | 500 000                                |
| Dal 1º gennaio 2003      | 150 000                                | 300 000                                |